# Erik Ortvad
Erik Ortvad, (18. juni 1917 i København – 29. februar 2008 i Kvänjarp) var en dansk maler og tegner. 
Ortvad debuterede som maler i 1935 og er mest kendt for sine farverige surrealistiske malerier, samt for det store antal satiriske tegninger forestillende det moderne liv som han fremstillede under pseudonymet Enrico.
Han er repræsenteret på Museum of Modern Art i New York og på Statens Museum for Kunst i København.
Under anden verdenskrig flygtede Ortvad til Sverige på grund af sine kommunistiske sympatier og på grund af sin kones jødiske baggrund. I 1962 vendte han tilbage til Sverige og bosatte sig i Kvänjarp udenfor Ljungby i Småland, hvor han opholdt sig resten af sit liv.